# Paspalum bakeri
Paspalum bakeri är en gräsart som beskrevs av Eduard Hackel. Paspalum bakeri ingår i släktet tvillinghirser, och familjen gräs. Inga underarter finns listade i Catalogue of Life.